# Lomeț, Loveci
Lomeț (în bulgară Ломец) este un sat în comuna Troian, regiunea Loveci,  Bulgaria. 

## Demografie
Componența etnică a satului Lomeț
     Bulgari (73,97%)
     Turci (21,93%)
     Nicio identificare (4,08%)
     Altele (0%)
La recensământul din 2011, populația satului Lomeț era de 269 locuitori. Din punct de vedere etnic, majoritatea locuitorilor (73,97%) erau bulgari, cu o minoritate de turci (21,93%). Pentru 4,08% din locuitori nu este cunoscută apartenența etnică.